# Golfe nos Jogos Asiáticos de 2022
O golfe dos Jogos Asiáticos de 2022 teve lugar no West Lake International Golf Course, na cidade de Hangzhou, na China, entre os dias 28 de setembro a 1 de outubro de 2023, e incluiu quatro eventos: os eventos individuais e por equipas masculinos e os eventos individuais e por equipas femininos.

## Cronograma
| R1 | Round 1 | R2 | Round 2 | R3 | Round 3 | FR | Rodada Final |

| Evento ↓ / Data →    | 28 Qui | 29 Sex | 30 Sáb | 1 Dom |
| -------------------- | ------ | ------ | ------ | ----- |
| Individual masculino | R1     | R2     | R3     | FR    |
| Individual feminino  | R1     | R2     | R3     | FR    |
| Equipe masculina     | R1     | R2     | R3     | FR    |
| Equipe feminina      | R1     | R2     | R3     | FR    |

## Competições
| Evento               | Ouro                                                                  | Prata                                                                                    | Bronze                                                                      |
| -------------------- | --------------------------------------------------------------------- | ---------------------------------------------------------------------------------------- | --------------------------------------------------------------------------- |
| Individual masculino | Kho Taichi HKG Hong Kong                                              | Im Sung-jae KOR Coreia do Sul                                                            | Hung Chien-yao TPE Taipé Chinês                                             |
| Equipe masculina     | KOR Coreia do Sul Kim Si-woo Jang Yu-bin Im Sung-jae Cho Woo-young    | THA Tailândia Phachara Khongwatmai Atiruj Winaicharoenchai Danthai Boonma Poom Saksansin | HKG Hong Kong Hak Shun-yat Matthew Cheung Hung-hai Kho Taichi Ng Shing Fung |
| Individual feminino  | Arpichaya Yubol THA Tailândia                                         | Aditi Ashok IND Índia                                                                    | Yoo Hyun-jo KOR Coreia do Sul                                               |
| Equipe feminina      | THA Tailândia Eila Galitsky Patcharajutar Kongkraphan Arpichaya Yubol | KOR Coreia do Sul Yoo Hyun-jo Lim Ji-yoo Kim Min-sol                                     | CHN China Yin Ruoning Liu Yu Lin Xiyu                                       |

## Nações participantes
Um total de 121 atletas de 25 nações competiram no golfe nos Jogos Asiáticos de 2022:
- BAN Bangladesh (2)
- BHU Butão (1)
- CHN China (6)
- TPE Taipé Chinês (7)
- HKG Hong Kong (7)
- IND Índia (7)
- JOR Jordânia (1)
- JPN Japão (7)
- KAZ Cazaquistão (7)
- KSA Arábia Saudita (4)
- KUW Kuwait (1)
- LAO Laos (4)
- MAC Macau (4)
- MGL Mongólia (6)
- NEP Nepal (6)
- PAK Paquistão (5)
- PHI Filipinas (6)
- PLE Palestina (1)
- QAT Catar (5)
- SGP Singapura (7)
- SRI Sri Lanka (4)
- KOR Coreia do Sul (7)
- THA Tailândia (7)
- UAE Emirados Árabes Unidos (2)
- VIE Vietnã (6)

## Medalhistas
| Pos.               | País               | Ouro | Prata | Bronze | Total |
| ------------------ | ------------------ | ---- | ----- | ------ | ----- |
| 1                  | THA Tailândia      | 2    | 1     | 0      | 3     |
| 2                  | KOR Coreia do Sul  | 1    | 2     | 1      | 4     |
| 3                  | HKG Hong Kong      | 1    | 0     | 1      | 2     |
| 4                  | IND Índia          | 0    | 1     | 0      | 1     |
| 5                  | CHN China*         | 0    | 0     | 1      | 1     |
| 5                  | TPE Taipé Chinês   | 0    | 0     | 1      | 1     |
| Total (6 entradas) | Total (6 entradas) | 4    | 4     | 4      | 12    |